# Dekanat Zakamienny Klin
Dekanat Zakamienny Klin (sł.: Zákamenský dekanát) – jeden z 14 dekanatów w rzymskokatolickiej diecezji spiskiej na Słowacji.

## Parafie
W skład dekanatu wchodzi 8 parafii:
1. parafia Zesłania Ducha Świętego – Babin
2. parafia NMP Królowej Apostołów – Breza
3. parafia św. Jana Chrzciciela – Hrusztyn
4. parafia św. Michała Archanioła – Kruszetnica
5. parafia Świętej Trójcy – Łokcza
6. parafia Narodzenia NMP – Nowoć
7. parafia św. Anny – Orawska Leśna
8. parafia Wniebowzięcia NMP – Zakamienny Klin

## Sąsiednie dekanaty
Dolný Kubín, Trzciana, Namiestów